# Mehrfarbige Tulpe
Die Mehrfarbige Tulpe (Tulipa polychroma) ist eine Pflanzenart aus der Gattung der Tulpen (Tulipa) in der Familie der Liliengewächse (Liliaceae). Möglicherweise handelt es sich bei ihr nur um eine Unterart von Tulipa biflora.

## Merkmale
Die Mehrfarbige Tulpe ist eine ausdauernde Zwiebelpflanze, die Wuchshöhen von 6 bis 17 Zentimeter erreicht. Die Art bildet möglicherweise Ausläufer. Es sind 2 (bis 4) Blätter vorhanden. Die Knospe ist nickend. Die Blütenhüllblätter haben eine Länge von bis zu 4,5 Zentimeter.

Zwiebel von Tulipa Polychroma im Winter

Blütezeit ist im März, zum Teil auch im April.

## Vorkommen
Die Mehrfarbige Tulpe kommt im Ost-Kaukasus, in Transkaukasien, im Nord-Iran und in Nord-Afghanistan in tonigen und steinigen Artemisia-Halbwüsten vor. 

## Taxonomie
Die Mehrfarbige Tulpe wurde 1885 von Otto Stapf in Denkschriften der Kaiserlichen Akademie der Wissenschaften, Wien. Mathematisch-Naturwissenschaftliche Klasse Band 1, Seite 18 als Tulipa polychroma erstbeschrieben. Nach POWO ist sie ein Synonym zu Tulipa biflora Pall.

## Nutzung
Die Mehrfarbige Tulpe wird selten als Zierpflanze genutzt. Sie ist seit spätestens 1894 in Kultur.